# Eugène Droulers
Pour les articles homonymes, voir Droulers.
 (mai 2017).
Si vous disposez d'ouvrages ou d'articles de référence ou si vous connaissez des sites web de qualité traitant du thème abordé ici, merci de compléter l'article en donnant les références utiles à sa vérifiabilité et en les liant à la section « Notes et références ».
Eugène Droulers, né le 30 juillet 1917 à Avignon et Mort pour la France le 14 avril 1945  est un pilote d'avion et résistant français.

## Biographie
Eugène-Henri-Germain-Marie-Joseph Droulers nait dans une famille d'industriels textiles du Nord, il est le deuxième des sept enfants de Pierre Droulers (1889-1944) et d'Henriette Maes (1891-1985). Élève au collège St Pierre de Fourmies, il passe ses Bac Philo et Maths Elém' en 1933, avec mention Bien. Puis, il commence des études de droit interrompues en 1938 par sa mobilisation. Il intègre ensuite l'école d'artillerie et en sort aspirant.
Le 10 mai 1940, il rentre avec sa section en Belgique, puis se replie en forêt de Mormal (Nord), où sa section se bat pour desserrer l'étau allemand et cheminer vers la bataille de Lomme où il tire, avec sa batterie, ses derniers obus de 75 mm en mai 1940.
L'aspirant Droulers, gravement blessé par une balle reçue en pleine poitrine, est soigné à l'hôpital militaire de Lille, arrêté, puis transféré en Allemagne avant d'être libéré au titre de grand malade en novembre 1940. Avec la complicité d'un  médecin militaire français, il simule une maladie pulmonaire.
En mars 1942, il entre dans la résistance (réseau « Brutus » à Vichy). Dénoncé à la Gestapo en mars 1943, il s'échappe en Espagne. Avec trois camarades, il prend un petit avion jusqu'à la frontière. Ils traversent, avec l'aide d'un passeur, les Pyrénées et arrivent à Saint-Sébastien. Ils prennent alors le train pour Barcelone, où il est emprisonné par la police espagnole, puis libéré. Il parvient à atteindre le Maroc où il se met à la disposition des autorités militaires. Le 13 mai 1943, il est affecté au 2e groupe du « Régiment d'artillerie coloniale du Levant » comme sous-lieutenant observateur aérien sur « Piper ».
Le 3 février 1944, il débarque à Naples et participe à la bataille de Monte Cassino et à la campagne d'Italie, ainsi qu'à la campagne d'Alsace, à partir de septembre 1944. Le 14 avril 1945, le lieutenant Droulers est abattu par une des dernières escadrilles de la chasse allemande, au-dessus de Pforzheim, à bord de son Piper J-3 cub, au cours de sa 184e mission de guerre. Il totalisait 399 heures de vol.

## Récompenses et distinctions
- Chevalier de la Légion d'honneur
- Médaille des évadés
- Ayant fait l'objet de cinq citations dont une à l'ordre de l'Armée avec palme et quatre étoiles, sa dernière citation fut celle d'« Observateur en Piper-cub, d'un allant remarquable et d'une valeur exceptionnelle, d'une activité inlassable, toujours volontaire pour des missions dangereuses et difficiles, a été pour son groupe d'artillerie lourde, un auxiliaire précieux pour obtenir le rendement maximum des feux. Par son coup d'œil, son esprit de décision, a révélé et permis de détruire de nombreuses batteries et colonnes de véhicules ennemies. A eu à plusieurs reprises son avion touché par la D.C.A.. Le 14 avril, lorsqu'il venait de mettre en place les tirs des trois batteries de son groupe, a été abattu par la chasse ennemie au-dessus des lignes de Langenbrand (Allemagne) ; a disparu après avoir pu dire par radio que son appareil était touché et crié A Dieu ! à ses camarades ».